# Uomini di riviera
Uomini di riviera è un romanzo dello scrittore italiano Roberto Sturm, che racconta le vicende di un gruppo di personaggi intorno ai quarant'anni di età nella città di Ancona.

## Trama
Il romanzo è composto da una serie di capitoli pensati come racconti autonomi, anche se l'ambientazione e alcuni personaggi sono comuni. I membri di un gruppo di amici maschi sono uno per uno protagonisti dei capitoli/episodi collocati tra il primo e l'ultimo, strettamente collegati.
Il quarantenne Vittorio, ultima generazione di una stirpe nobiliare decaduta e senza mezzi economici, deve sposarsi con Stefania Corradi, avvocato divorzista che appartiene a una famiglia molto abbiente. La loro unione conviene a entrambi: lei potrà fregiarsi del titolo di contessa, lui metterà in ordine la situazione economica propria e del padre Umberto. Tuttavia i due futuri sposi sono estremamente diversi, Vittorio è di sinistra e tra i suoi hobby ha la letteratura, il cinema e la musica; Stefania è di destra, legge solo letteratura giuridica e si dedica totalmente al lavoro.
Vittorio si ritrova per una delle periodiche cene con il gruppo di amici maschi: Giacomo, Francesco, Lorenzo, Davide, Claudio e Maurizio. Date le premesse, gli amici sono scettici rispetto alla possibilità che Vittorio si sposi sul serio, anche considerato che lui ha una relazione con Loredana, impiegata nello studio di Stefania e a sua volta coniugata con Antonio. I due non vanno d'accordo, poiché Antonio pretende un rapporto tradizionale in cui è la moglie che si prende cura dell'uomo, dei figli e della casa.
Miriam si è trasferita a vivere a Roma, e torna a Ancona due volte l'anno per trovare l'anziano padre Sergio, rimasto vedovo. Lui vorrebbe che lei si ritrasferisse nella città d'origine, magari nell'appartamento sul suo stesso pianerottolo, lei però detesta la vita nella provincia. Arrivata in visita ad Ancona incontra Francesco, venuto a abitare dirimpetto al padre, e accetta un suo invito per un aperitivo. La tragedia però è in agguato: Sergio, non più in grado di discriminare tra realtà e desiderio, spara un colpo di fucile a Maurizio venuto a trovare l'amico Francesco, scambiandolo per il proprietario dell'appartamento di fronte: è convinto che se tornasse libero, Miriam si trasferirebbe davvero a abitare lì.
Claudio vive in una casa fuori città dopo la morte della moglie Sara in un incidente automobilistico. Una sera arriva casualmente una donna di nome Roberta che dice di essersi smarrita. Si ferma per cena, lo interroga sulla foto di Sara e tra un discorso e l'altro si ritrovano naturalmente a letto insieme. Roberta è la migliore amica di Sara e ha deciso, come una sorta di vóto alla memoria dell'amica, di concepire con Claudio il figlio che lei avrebbe sempre voluto.
Mentre si reca al lavoro, Maurizio incontra in treno un doppio di se stesso la cui vita, a un certo punto, ha preso una direzione diversa. I due si scambiano ruolo, ognuno entra nella vita dell'altro, e così Maurizio tornando a casa ritrova Valentina, la fidanzata che l'aveva lasciato: in questa vita è sua moglie e madre delle sue figlie.
Riccardo, un pensionato che vive in forti ristrettezze economiche, viene aggredito da un gruppo di naziskin mentre raccoglie cicche fuori da una scuola per recuperare il tabacco; Davide vede casualmente la scena e interviene in suo aiuto, ma viene raggiunto da una coltellata e muore in ospedale.
Come ogni anno, Lorenzo si reca in vacanza da solo all'isola di Lipari dove si è ritagliato un suo spazio nell'accoglienza degli abitanti. Un giorno in spiaggia attacca conversazione con Morena, anche lei marchigiana in vacanza, e trascorrono la giornata insieme. Malgrado il carattere differente, tra i due si instaura un dialogo e un principio di corteggiamento, però lei il mattino dopo deve ripartire per tornare a casa. Solo una telefonata con Vittorio darà a Lorenzo il coraggio per scendere a salutare Morena al traghetto e lasciarle il suo numero di telefono.
Nell'episodio finale, tutti gli amici si ritrovano invitati al matrimonio di Vittorio e Stefania; questo capitolo assume anche il valore di epilogo per le storie impostate nei racconti precedenti. Tornati dalla vacanza a Lipari, Lorenzo e Morena iniziano a uscire insieme. Miriam è tornata a vivere a Ancona grazie all'amore sbocciato con Francesco. Anche Claudio e Roberta hanno una relazione, lei aspetta un figlio. Maurizio vive una sorta di seconda luna di miele con la moglie Valentina. L'unica storia che non finisce bene è quella di Vittorio e Loredana: Stefania infatti sa della loro lunga relazione, e appena rimane incinta, poco dopo il matrimonio, licenzia la segretaria e chiede la separazione, ottenendo di rimanere nel domicilio coniugale. Loredana, senza più risorse economiche, è costretta a rimanere insieme al marito.

## Personaggi
- Claudio, affranto per la morte prematura della moglie, si è ritirato in campagna dove vive nel suo ricordo.
- Davide, rimane ferito a morte per aver difeso un pensionato dall'assalto di estremisti di destra.
- Giacomo, fidanzato con Debora, viene ferito al posto di Francesco dal suo vicino di casa.
- Loredana, moglie di Antonio e madre di Aurora e Davide. Lavora come segretaria di Stefania ed è amante del futuro marito di questa, Vittorio.
- Maurizio, impiegato quarantenne che incontra durante un trasferimento in treno il doppio di se stesso, iniziando una nuova vita nella quale è sposato con Valentina.
- Miriam, si è trasferita ad abitare a Roma e torna a Ancona solo per trovare il padre, Sergio.
- Riccardo, pensionato che stenta a arrivare alla fine del mese.
- Roberta, ex collega della defunta Sara, decide di portare a termine il suo più grande desiderio.
- Stefania Corradi, avvocato, promessa sposa di Vittorio, con il matrimonio otterrebbe il titolo di Contessa.
- Vittorio Carloni, ultimo nato di una famiglia che possiede il titolo nobiliare di conte, progetta di sposarsi con la ricca Stefania per riassestare le proprie finanze.

## Critica
Uomini di riviera è un romanzo a incastro giocato attraverso diverse storie che si intrecciano. Il vero protagonista è l'amicizia tra un gruppo di amici che condividono gusti musicali, letterari e cinematografici; vivono vite da piccoli borghesi, tra un aperitivo e un happy hour, in un'Ancona che mette nostalgia anche nel lettore che non ci è mai stato. Questi “uomini di riviera” in definitiva emergono dalla narrazione fintamente minimalista di un ambiente solo apparentemente provinciale, dalla routine quasi rituale (e quindi consolatoria) degli aperitivi e delle relazioni extraconiugali, per rappresentare una sorta di mitologia generazionale degli uomini   degli anni a cavallo del millennio.
I protagonisti di Sturm, con le loro idiosincrasie esistenziali, credono di tenere saldamente il timone della propria vita, mentre sono sempre le loro compagne a imprimere una svolta alla loro esistenza, nel bene o nel male: per esempio Vittorio, apparentemente il più cinico, è quello che ne esce peggio perché cade totalmente indifeso nella trappola della moglie, che otterrà da lui tutto ciò che vuole senza dargli nulla in cambio. Questi quarantenni perduti nei labirinti di una generazione  che cerca in qualche modo di trovare una realizzazione individuale, sono infatti condizionati dal rapporto con le  donne, unico faro possibile nelle loro esistenze, che si rivelano post-ideologiche malgrado la proclamata preferenza per la sinistra politica. Traspare comunque in più punti la fobia sociale che una società cinica e incrudelita nutre nei confronti del diverso.
La scelta stilistica dell'autore è quella di condurre la trama attraverso lunghi dialoghi, come per dimostrare quanto la comunicazione, e ancora di più nella relazione di coppia, determini la qualità del rapporto; se la comunicazione è tutto, di conseguenza la sua intrinseca difettosità la rende a volte impossibile, oltre ogni capacità di risoluzione. Il tema di fondo del romanzo è proprio la complessità, la difficoltà e l'importanza dei rapporti di coppia, del ruolo che giocano nella realizzazione personale, e del ruolo che a sua volta il destino gioca nel loro esito.

## Edizioni
- Roberto Sturm, Uomini di riviera, Italic, 2012,  pp. 144, ISBN 9788896506523.